# Cornel Wachter

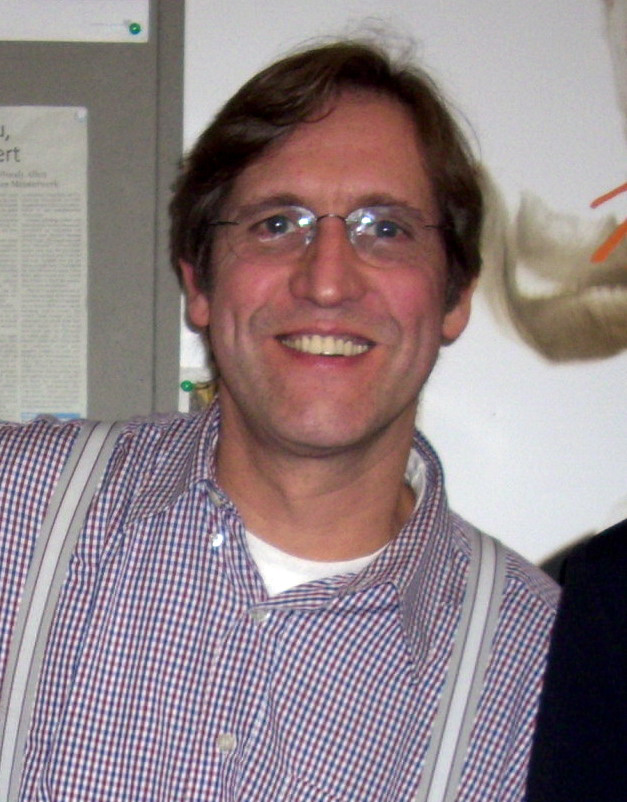
Cornel Wachter (2014)

Cornel Wachter (* 25. November 1961 in Köln) ist ein deutscher Bildhauer und Maler.

## Leben
Cornel Wachter wurde 1961 in eine Arztfamilie geboren. Sein Großvater war der Arzt Max Dietlein. Wachter machte Abitur am Humboldt-Gymnasium Köln und absolvierte ab 1985 eine Ausbildung zum Steinmetz und Steinbildhauer an der Kölner Dombauhütte, wo er Ende September 1987 ausschied. Seitdem ist er freischaffender Künstler.
Wachter lebt seit 1962 in der Kölner Südstadt, dem sogenannten Vringsveedel.

## Künstlerisches Wirken

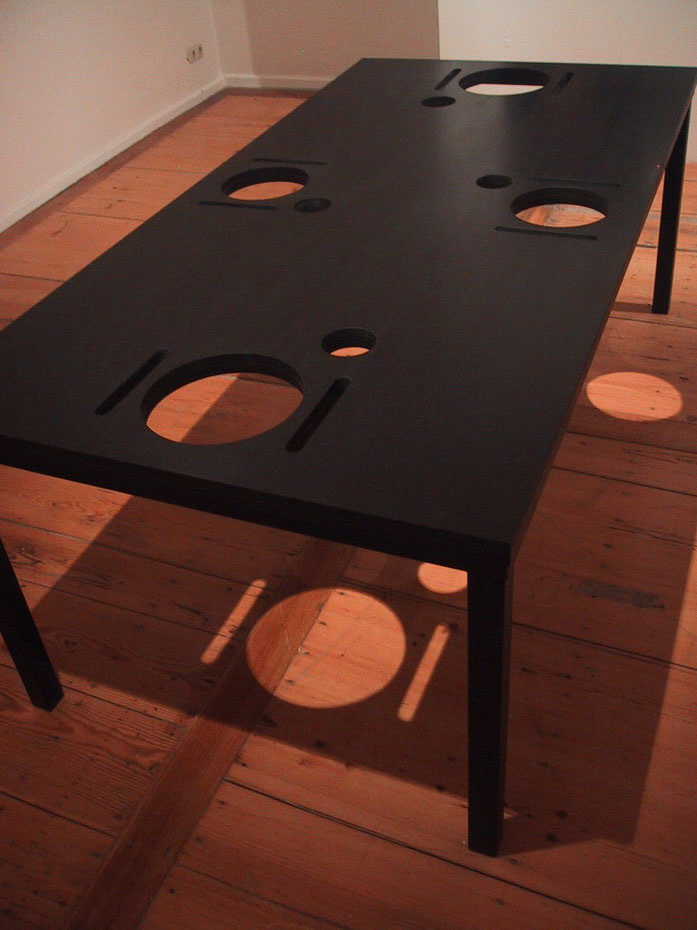
Tischskulptur Diary of an ennuyé – Tagebuch eines Gelangweilten, Kunstmuseum Bonn

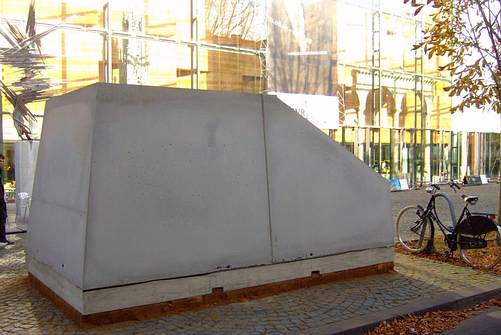
Ruhender Verkehr (2007)

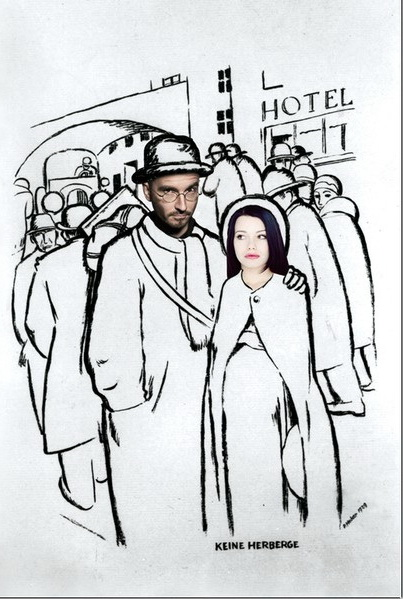
Zeichnung von Peter Hecker von 1929 in der Überarbeitung von Cornel Wachter

Cornel Wachter bezeichnet sich selbst als „Stilpluralisten“. Er mischt unterschiedliche Kunstrichtungen und verbindet sie mit seinem gesellschaftlichen Engagement.
1983 bis 2001 bildete Wachter zusammen mit Elmar de Saint Schmitt das Künstlerduo UnterbezirksDada, das mit Plakataktionen und Performances auf sich aufmerksam machte.
1999 organisierte er die Aufführung der Oper Alceste von Anton Schweitzer und Christoph Martin Wieland anlässlich der Europäischen Kulturhauptstadt Weimar.
2003 legte Cornel Wachter die Logos seines weltweiten Kunstprojektes „Have a nice round“ in 15 verschiedenen Sprachen über die Fassade des Weimarer Hotels Elephant. Es sollte „zur Achtung vor dem Leben, dem Erhalt von Umwelt und Kultur“ aufrufen und 2004 bei den Olympischen Spielen gezeigt werden.
Als künstlerische Reaktion Wachters auf den Amoklauf am Erfurter Gutenberg-Gymnasium im Jahr 2002 entstand die Tischskulptur „Diary of an ennuyé – Tagebuch eines Gelangweilten“; sie ist seit 2005 Teil der ständig gezeigten Sammlung des Kunstmuseums Bonn.
Anlässlich des 75. Geburtstags seines Kollegen Wolf Vostell goss Wachter 2007 seinen A-Klasse-Mercedes in einen Mantel aus Beton. Das Werk steht vor dem Rheinischen Landesmuseum Bonn.
Im Frühjahr 2006 startete Cornel Wachter mit Timo Belger die Kunst-Kampagne Die 1 muss stehen! zur Fußball-WM 2006, die sich auf ökologisch und sozial zertifizierten Textilien präsentierte. Die Erlöse der Kampagne kamen Initiativen zugute, die sich um drogensüchtige und obdachlose Jugendliche bemühen.
2008 zeigte Wachter eine interaktive Installation im Kölner Wallraf-Richartz-Museum und stellte die Frage: „Wann haben Sie das erste Mal bewusst Kunst erlebt?“ Zahlreiche Künstler, darunter Robert Wilson, Marina Abramović, Desmond Morris und Kurt Masur beteiligen sich an dieser Arbeit, dessen Ergebnisse in das Buch Ich fand Kunst doof und gemein – Mein erstes Kunsterlebnis. einflossen. In der 2014 erschienenen Folgepublikation … als Paul McCartney mich anrief – Mein erstes Musikerlebnis versammelt die ersten Musikerinnerungen von mehr als einhundert Persönlichkeiten.
Anlässlich des 275. Geburtstag des Weimarer Dichters Christoph Martin Wieland am 5. September 2008 initiierte Cornel Wachter die Uraufführung des Stabat mater von Giovanni Battista Pergolesi in der von C. M. Wieland 1781 geschriebenen deutschen Textfassung.
Ein Projekt mit jahrzehntelangem Vorlauf war die Montage der Peter-Hecker-Zeichnung (K)Eine Herberge von 1929 mit realen Köpfen für die Protagonisten Maria und Josef, für das Wachter Cosma Shiva Hagen und Mark Benecke gewinnen konnte. Einen ersten Druck schenkte er seiner Heimatgemeinde, der Lutherkirche in der Kölner Südstadt, das Motiv wurde von einem Sponsor in der Weihnachtszeit 2015 bundesweit auf Infoscreens im öffentlichen Raum verbreitet.
An Heiligabend 2020 zeigte der Kölner Express die Montage „(K)Eine Herberge“ als ganzseitiges Poster im Print und in der Onlineausgabe der Zeitung.
Anfang 2022 organisierte Wachter eine gemeinsame Aufführung und Neuaufnahme des Titels Zuletzt stirbt die Hoffnung von Wolfgang Anton durch rund 180 Kölner „Stars und Sternchen“ in der Lanxess Arena. Als Motivation nannte er den Wunsch, in den „dunklen“ Zeiten der Corona-Pandemie ein „Zeichen der Zuversicht“ zu setzen.

## Gesellschaftliches Engagement
Wachter ist vor allem in Köln und seinem Stadtviertel sozial aktiv. 1986 initiierte er die erste Benefiz-Schallplatte für den Erhalt des Kölner Domes. Gemeinsam mit der Kölner Mundartband Bläck Fööss dichtete Wachter den Titel Mer losse d’r Dom en Kölle in Mer Helfe Dem Dom En Kölle um. Die Erlöse gingen an den Zentral-Dombau-Verein zu Köln.
1998 hatte Wachter die Idee, das Sponsorenlogo auf den Spielertrikots bei einem Spiel der Bundesliga durch die Vorstellung eines Kunst-, Sozial- oder Gesundheitsprojekts zu ersetzen. Nach mehrjährigen Verhandlungen mit unterschiedlichen Partnern setzte Borussia Dortmund das Konzept mit Otmar Alt und einem seiner Kunstwerke in der Saison 2006/07 um. 2018 folgte der SC Fortuna Köln bei einem Spiel der Idee: Statt für den Hauptsponsor wurde auf den Trikots für eine Vorsorgekampagne der AOK geworben.
Als Gründungsmitglied engagiert er sich seit 2002 im „Club der offenen Herzen“, der sich die Unterstützung obdachloser Menschen zur Aufgabe gemacht hat.
2003 war Wachter zusammen mit Pfarrer Hans Mörtter Initiator und Organisator des „Kölner Signals gegen den Irak-Krieg“, für das er unter anderem Günter Grass, Walter Jens, Dieter Wellershoff und viele andere Prominente als Unterstützer gewann.
2010, zum 150. Jubiläum, organisierte Cornel Wachter für den Kölner Zoo eine vorübergehende Neu-Installation einer historischen Lok als Klettergerät auf dem Spielplatz, wobei es weniger um das Klettern, als vielmehr um nostalgische Gefühle älterer Zoobesucher gehen sollte, die als Kind auf der ursprünglichen Lok gespielt hatten.
Nach einer überstandenen Darmkrebserkrankung initiierte er gemeinsam mit Timo Belger eine Aufklärungskampagne für die Darmkrebs-Vorsorge, u. a. mit dem Magazin Die wunderbare Welt des Cornel Wachter. Diese wurde 2017 und 2019 als „Engagement des Jahres“, mit dem das „Thema Darmkrebs aus der Tabuzone herausgeholt worden“ sei, mit dem Felix-Burda-Award ausgezeichnet.
Am 5. August 2022 wurde am Vereinsheim des SC Fortuna Köln das „Denkmal für Präsident Jean Löring, Präsident Klaus Ulonska und alle die es mit dem Vereincher gut meinen“, wie Wachter es ausdrückte, eingeweiht.
Im Mai 2022 organisierte Wachter als Friedenszeichen anlässlich des Krieges in der Ukraine ein Musikvideo mit dem Lied der Bläck Fööss Mir künnte Fründe weede, vorgetragen durch den Kölner Kinderchor „Lucky Kids“ in Kölsch und mit Untertiteln in ukrainischer und in russischer Sprache. Die Kinder bewegen sich dabei auf dem Kriegstrümmerberg am Aachener Weiher, wo unter einer Erdschicht und Rasen die Trümmer von Köln-Lindenthal oder auch der Kölner Synagoge liegen, und im Kölner „Park der Menschrechte“ an St. Hildegardis. Die Kölner Oberbürgermeisterin Henriette Reker und Pfarrer Hans Mörtter sind im Video mit ihrer Begrüßung der Flüchtlinge aus der Ukraine und dem Wunsch auf ein freundschaftlichen Zusammenkommen aller zu hören. Kölner Vespaclubs bilden auf dem Kölner Chlodwigplatz im Video ein Peacezeichen aus hunderten Motorrollern. Die Übersetzungen im Musikvideo stammen von dem Städtepartnerschaftsverein Köln/Wolgograd e. V. und von #WeAreAllUkrainians, der Initiative, die Wladimir Klitschko gemeinsam mit Tatjana Kiel unmittelbar nach Kriegsbeginn in der Ukraine ins Leben gerufen haben.
In den Stunden nach Dirk Bachs plötzlichen Tod versprach Cornel Wachter dem Komiker, Schauspieler und Freund aus Jugendtagen „in den Himmel hinein“, er werde für ihn die Gala zu Gunsten der Aids Hilf Köln wiederbeleben. Zunächst dachte Wachter an die Kölner Philharmonie als Veranstaltungsort und an Künstler wie den ihm durch Robert "Bob" Wilson bekannten Rufus Wainwright und den Jugendchor St. Stephan unter der Leitung von Michael Kokott. Doch dann fragte Wachter zeitgleich wie auch Guido Schlimbach von der Aidsstiftung NRW beim in Köln spielenden Musical Moulin Rouge an, es kam zur Zusammenarbeit aller genannten Kräfte und am 2. Dezember 2024 zur festlichen Benfit-Gala mit Künstlern wie Marianne Rosenberg, Giovanni Zarrella oder Tim Fischer und zu einem Plus von 120.000,- Euro für die wertvolle Arbeit der Aids-Hilfe-Köln e.V. Die Gala wird in 2025 am Weltaidstag, den 1. Dezember wieder im Musicalzelt, in der Kulisse des Moulin Rouge am Rhein stattfinden.

## Werke in öffentlichen Sammlungen
- Fin de Siècle (1994–1997, UnterbezirksDada), Lutz Teutloff collection, Campus der Brock University, St. Catharines, Ontario (Kanada)[25]
- Diary of an ennuyé – Tagebuch eines Gelangweilten (2002), Kunstmuseum Bonn[3]
- Hommage an „Wolf Vostell Ruhender Verkehr“ (2007), Rheinisches Landesmuseum Bonn[9]
- "Schönheitskönigin" und "Das große Heia machen" seit 2025 in der Sammlung des Deutschen Bundestages[26]

## Publikationen als Herausgeber
- „Ich fand Kunst doof und gemein“: mein erstes Kunsterlebnis. E. A. Seemann, Leipzig 2012, ISBN 978-3-86502-290-5.
- … als Paul McCartney mich anrief: mein erstes Musikerlebnis. E. A. Seemann, Leipzig 2014, ISBN 978-3-86502-290-5.
- „Maach et joot, Clemens!“ Erinnerung an den legendären Wirt aus der Kölner Südstadt Clemens Böll, als Printbüchlein und online
- „DIE WUNDERBARE WELT DES CORNEL WACHTER – Wachter und Freunde für die Darmkrebsvorsorge“, Heft 1 (Cover Mariele Millowitsch), Heft 2 (Cover Guido Cantz und Mariele Millowitsch) und Heft 3 (Cover Robert Wilson und Lady Gaga)

## Auszeichnungen
- 1997: Friedrich-Vordemberge-Stipendium für bildende Kunst (Förderstipendien für junge Kunst der Stadt Köln)[27]
- 2017 und 2019: Felix-Burda-Award: Engagement des Jahres, jeweils gemeinsam mit Timo Belger[28]
- 2022: Ehrenamtspreis der Stadt Köln KölnEngagiert[29]
- 2025: Ehrenamtspreis der Lesegesellschaft zu Köln von 1872